# Чемпіонат Швеції з футболу 1916—1917
Svenska Mästerskapet 1917 — чемпіонат Швеції з футболу. Проводився за кубковою системою. У чемпіонаті брав участь 31 клуб. 
Чемпіоном Швеції став клуб «Юргорден» ІФ (Стокгольм).

## Півфінал
23 вересня 1917 ІК «Сіріус» (Уппсала) — АІК Стокгольм 0:1
21 жовтня 1917 «Юргорден» ІФ (Стокгольм) — ІФК Гетеборг 0:0
4 листопада 1917 ІФК Гетеборг — «Юргорден» ІФ (Стокгольм) 1:2

## Фінал
11 листопада 1917 «Юргорден» ІФ (Стокгольм) — АІК Стокгольм 3:1
——————————————————————————————————————————
Svenska Serien 1916/17 — змагання з футболу у форматі вищого дивізіону. У турнірі брали участь 6 клубів.

## Підсумкова таблиця
|   | Команда                   | І  | В | Н | П | М       | О  |
| - | ------------------------- | -- | - | - | - | ------- | -- |
| 1 | ІФК Гетеборг              | 10 | 8 | 0 | 2 | 34 : 8  | 16 |
| 2 | «Ергрюте» ІС (Гетеборг)   | 10 | 6 | 1 | 3 | 27 : 15 | 15 |
| 3 | AIK Стокгольм             | 10 | 4 | 2 | 4 | 17 : 24 | 10 |
| 4 | Гельсінгборгс ІФ          | 10 | 4 | 1 | 5 | 15 : 19 | 9  |
| 5 | «Юргорден» ІФ (Стокгольм) | 10 | 2 | 2 | 6 | 11 : 20 | 6  |
| 6 | ІФК Норрчепінг            | 10 | 2 | 2 | 6 | 15 : 33 | 6  |